# Грб Енглеске
У хералдици, грб Енглеске је усвојен као лични грб краљева династије Плантагенет од Енглеске у касном 12. веку. Хтели су да популаришу симбол Енглеске (иако у историји нације никада нису имале грбове, само особе) и њихове владаре. Тај грб је Црвени, три лава на Палама; Или наоружани и са испруженим канџама на Азурном, значи да три идентична златна лава (негде и леопарди) са плавим језицима и канџама, у покрету, окренути ка посматрачу, постављени у колону на црвеној позадини. Грб, дизајниран у Касном средњем веку, био је вишеструко комбинован са онима из Француске, Шкотске, Ирске, Куће Насау и краљевства Хановер, судећи по династичким и другим политичким променама које су утицале на Енглеску, али сам по себи није био замењен од владавине краља Ричарда I (1189—1199).
Владарски амблеми указују да су лавови прво били коришћени од стране Норманске династије, касније саставни део енглеске хералдике заснован током 12. века. Грб, или штит са три лава је повезиван са краљ Ричардовим Великим печатом Царства (Велике Британије), који је почетно коришћен са једним осионим лавом, или некад два лава, али је 1198, трајно замењен са описом три лава у покрету. 1340, краљ Едвард III Плантагенет је положио право на трон Француске и „назначио“ себе као претендента на престо, тако што је спојио грб Енглеске са грбом Француске. Спајање је било прилагођено, напуштено па мењано, како се мењао однос Енглеске и Француске. Након Уније Круна, када су Енглеска и Краљевство Шкотске ушли у заједничку унију, грбови Енглеске и Шкотске су комбиновани у оно што је постало Краљевски грб Уједињеног Краљевства. Чини се да је сличан грб у Грбу Канаде и у Краљичиној личној Канадској застави. Грб са три лава је наставио да представља Енглеску на неколико новчића фунти и на неколико амблема Енглеских националних спортских тимова, и постао је један од најпознатијих Национални симбол Енглеске.
Када је грб стављен у заставу, постао је широко познат као Краљевски барјак Енглеске, Барјак са Грбом, Барјак краљева Енглеске, или погрешно називан Краљевски стандард Енглеске. Краљевски барјак се разликује од Енглеске заставе и Крста св. Ђорђа, зато што не представља одређену земљу или област, већ сувереност владара над свим земљама.

## Историја

### Порекло
Лавове је прво користила династија Норман као краљевски амблем, а приписане грбове су направили краљеви који су живели пре времена систематизације Енглеске хералдике, која се десила у другој половини 12. века. Краљ Хенри II Плантагенет је користио два лава на грбу; његова деца су експериментисала са различитим комбинацијама лавова. Краљ краљ Ричард I (1189—1199) је користио једног, осионог лава, или два која се сукобљавају, на свом првом печату, али је касније користио три лава у покрету на свом Великом Печату Енглеске, из 1198, и на тај начин успоставио основни дизајн грба Енглеске. Краљ Јован без Земље (1199—1216) је још 1177. године имао печат са два лава у покрету, три лава у покрету или на црвеном пољу је коришћен као Краљев грб, од стране краља Јована (1199—1216), Хенрија III (1216—1272), Едварда I (1272—1307) и Едварда II (1307—1327).

### Развој
Након смрти краља Шарла IV, 1340. године, Едварда II је желео да припоји Француску енглеском престолу, преко своје мајке Изабеле од Француске. Након почетка Стогодишњег рата, Едвард III је показао своје намере тако што је спојио краљевски грб Енглеске са грбом Француске. Ово спајање је била пракса сведо 1801. са интервалима прекида: 1360-1369 и 1420-1422.
Након смрти краљице Елизабете I 1603 године, престо енглеске је наследила династија Стјуарта из Шкотске, што је довело до Уније круна: Краљевство Енглеске и краљевство Шкотске су формирали унију под краљем Џејмсом I од Енглеске и VI од Шкотске. Као последица, Краљевски грб Енглеске и Шкотске су комбиновани у нови, лични, краљевски грб. Ипак, иако се односио на заједницу са Шкотском и Ирском, краљевски грб Енглеске је био другачији од грба Шкотске док се ове две области нису ујединиле у политичку унију 1707. године, што је довело до настанка Краљевског грба Уједињеног Краљевства.
| Еволуција дизајна грба до 1707. године | Еволуција дизајна грба до 1707. године | Еволуција дизајна грба до 1707. године |
| Грб                                    | Период | Опис |
| -------------------------------------- | --- | --- |
|                                        | 1066–1154 | Сматра се да је Вилијам Освајач увео два златна лава у покрету, симбол Војводства Нормандије, у Енглеској, након Норманског освајања. Натпис на приписаном грбу Вилијама I, Вилијама II и Хенрија I је "Црвен, два лава у покрету на бледом злату". |
|                                        | 1133–1189 | Грб Хенрија II, краља Енглеске, и војводе од Нормандије. Тек каснија традиција је Хенрија II довела до тога да се грб приписивао Војводству Нормандији (Црвен, два лава у покрету на бледом злату). |
|                                        | 1189–1198 | Грб Ричарда од Енглеске (Ричард I Лавље Срце) су познати само од два племићка печата, а због тога се тинктуре не могу утврдити. Први велики печат имао је једног лава на половини штита. Расправља се да ли је ово требало да представља два лава у борби или једног лав, а ако је ово друго, да ли је смер у коме се суочава лав релевантан или су једноставно у питању уметничке слободе. Једноставан усправан лав је највероватнији. |
|                                        | 1198–1340 1360–1369 | Грб другог Великог Печата краља Ричарда I, коришћен и од стране његових наследника до 1340: Три лава у покрету на црвеној подлози (Три златна лава на црвеном пољу). |
|                                        | 1340–1360 1369–1395 1399–1406 | Едвард III Плантагенет је усвојио грб Француске, фр. Azure semé of fleurs de lys or (Златни љиљани на плавом пољу) и спојио га са грбом Енглеске – желео је да представи своје право на Француски трон. Грб краљевине Француске, која је била супериорнија у феудалном поседу, заузимао је 1. и 4. четвртину. |
|                                        | 1395–1399 | Краљ Ричард II је припојио грб Енглеске са додељеним грбом краља Едварда Исповедника, постављајући део са словом на леву половину грба части. |
|                                        | 1406–1422 | Краљ Хенри IV Ланкастер, имитирајући Шарла VI, смањио је број љиљана на 3. |
|                                        | 1422–1461 1470–1471 | Хенри VI Ланкастер је споји грбове Француске и Енглеске, на тај начин је симболизовао дуалну монархију Енглеске и Француске, дајући грбу Француске половину части. |
|                                        | 1461–1470 1471–1554 | Едвард IV Јорк је вратио грб Краља Хенрија IV. |
|                                        | 1554–1558 | Краљица Мери I и Краљ Фелипе су спојили своје грбове. Филипов је грб су били: А. На по гетвртинама грб Кастиље и Леона Б. На бледом Арагон и Арагон-Сицилија, на који је додато обележје Гранаде; у бази квартално Аустрија, стара Бургундија, Бургундија и војводство Брабант, са штитом (у централној тачки) на бледом грб Фландрије и Тирола. Иако је отац краљице Мери, Хенри VIII Тјудор, преузео титулу краља Ирске, што се пренело и на Краља Филипеа, грб није спојен са тим краљевством. \| \| Као владари Милана, грб Марије и Филипа на су додали у штит грб Војводства Милан користи од време Сфорца: То је представљала Змија итал. , што је азурна змија у чину конзумирања човека, на сребру и штиту са Орлом крсташем (у почетку са једном главом) на златном штиту.[23] \| |
|                                        | 1558–1603 | Елизабета I је вратила грб краља Хенрија IV. |
|                                        | 1603–1649 1660–1689 | Џејмс I Стјуарт је наследио трон Енглеске и Ирске 1603. Унијом Круна, па је спојио грб Енглеске са грбом Шкотске. Грб Ирске је додат, да представља краљевство Ирске. Последња која га је користила била је Ана од Велике Британије, то је била последња верзија грба Енглеске, пре него што је припојен грбу Велике Британије. |
|                                        | 1689–1694 | Краља Џејмса II је збацила и заменила ћерка Мери II од Енглеске и зет и нећак Вилијам III Орански. Као ко-монарси, спојили су своје грбове. |
|                                        | 1694–1702 | Након смрти Мери II од Енглеске, Вилијам III Орански је владао сам, па је користио само свој грб. |
|                                        | 1702–1707 | Краљица Ана је наследила трон, након смрти Вилијама III, и краљевски грб је враћен на верзију из 1603. |
|                                        | Као владари Милана, грб Марије и Филипа на су додали у штит грб Војводства Милан користи од време Сфорца: То је представљала Змија итал. , што је азурна змија у чину конзумирања човека, на сребру и штиту са Орлом крсташем (у почетку са једном главом) на златном штиту. | |

### Унија са Шкотском и Ирском
Краљевства Енглеске и Шкотске су спојена у Велику Британију 1. маја 1707; то је довело до спајања њихових грбова у јединствени грб. Полагање права на француски трон се наставило, иако пасивно, док није дошло до Француске револуције и формирања Прве француске републике 1792. Током мировних преговора на конференцији у Лилу, од јуна до новембра 1797, француски делегати су захтевали од Краља Велике Британије да одустане од титуле Краља Француске, као један од услова за мир. Законом о унији из 1800. дошло је до уједињења Краљевства Велике Британије са Краљевством Ирске, што је довело до формирања Уједињеног Краљевства Велике Британије и Ирске. За време владавине краља Џорџа III, декретом донетим 1. јануара 1801. формиран је краљевски стил и титуле и измењен је Краљевски грб. Уклоњен је француски део и спојени су грбови Енглеске, Шкотске и Ирске на исти ниво формирајући тако грб Уједињеног Краљевства.

### Савремено представљање
Енглеска хералдика је цветала као занатска уметност све до 17. века, када је преузела углавном церемонијалну улогу. Краљевски грб Енглеске је наставио да чува информације везане за Енглеску историју. Иако је Законом о унији из 1707. Енглеска припојена Краљевству Велика Британија, са новим, Британским грбом, енглески грб је наставио да „живи“ као један од националних симбола Енглеске, и употребљава се на разне начине. На пример, грб Фудбалског Савеза Енглеске и крикет савеза Енглеске и Велса имају у свом грбу три лава у покрету, заснована на основу историјског грба Енглеске. 1997. (и поново 2002), Ројал минт (ен. Royal Mint) је издала новчић у вредности од једне фунте (£1), који је имао три лава у покрету, као репрезентацију Енглеске. На дан светог Џорџа (код нас Ђурђевдан) Ројал маил (ен. Royal Mail) избацио је поштанске маркице прве и друге класе са краљевским штитом Енглеске (лав са круном) и краљевским грбом Енглеске (три лава у покрету).
- Краљевски грб Енглеске приказан у пабу Кингс армс (ен. Kings Arms) у Бланкеју, Норфок.
- Модерни, комерцијално доступни краљевски барјак Енглеске, штампан на подлози од полиестера

## Грб, ослонац и други додаци
Разни су прилози додавани грбу и мењани, захваљујући разним Енглеским монарсима. То је укључивало штит, шлем, плашт, круну; ослонац; мото; и ознаке неког Реда Части. Ове компоненте су градиле потуну (хералдичку) историју грба.

### Краљевски грб
Први додатак штиту је била креста изнад њега. Било је то за време владавине Едварда III од Енглеске када је грб почео широко да се употребљава у Енглеској хералдици. Прва представа краљевског грба је био Едвардов трећи Велики печат, који је био приказан на шлему изнад грба, а на њему златни лав у покрету, који носи круну на глави. Дизајн је претрпео мање варијације док није преузео свој данашњи изглед, који је настао за време владавине Хенрија VIII од Енглеске: „Правило круне, на њему је лав који стоји и окренут је лицем напред, или краљевски крунисан“.
Тачан облик круне је која је коришћена на грбу варира током времена. До владавине Хенрија VI од Енглеске најчешће је приказивана као отворен круг са љиљанима или са стилизованим лишћем. На првом Хенријевом печату за иностране послове дизајн је промењен са кружном декорацијом на форму темпларског крста и љиљана. Од доба Едварда IV од Енглеске круна је имала један лук, мењан до двоструког лука, код Хенрија VII од Енглеске. Дизајн варира у детаљима до касног 17. века, али од тада садржи круг од драгуља, изнад којих су темпларски крстови и љиљани. Од пролећа су два лука украшена бисерима, а на њиховом пресеку су прелазили у унакрсне форме. Капа од руменог сомота је приказана у круни, са капом је хермалин који се појављује као база круне уместо једне торсе. Облик лукова круне је био приказиван другачије током времена, па се захваљујући томе може одредити период грба.
Шлем на коме је ношен грб је оригинално био једноставан дизајн челика, понекад са златним украсима. У време Елизабете I од Енглеске уведен је образац по којем је прављен јединствени Краљевски грб. То је био златни шлем са решеткастим визиром, окренут ка посматрачу. Декоративни плашт (стилизована тканина која виси са чела шлема) је оригинално била црвена, постављена хермалином, али ју је Елизабета заменила са тканином постављеном златним хермалином.

### Ослонац
Животињски ослонац, који се налази са леве, десне или на обе стане грба и придржава га и штити, први пут се појавио у енглеској хералдици у 15. веку. Првобитно, саставним делом грба, и били су предмет честих промена. Многе животиње су спорадично биле ослонац Краљевском грбу Енглеске, али је од времена владавине Едварда IV од Енглеске њихова употреба постала константна. Ослонац је био под регулативом Колеџа Грбова за време Тјудора. Хералдичари тог времена су такође анахроно креирали ослонац за раније монархе, и иако ови ослоначки елементи никада нису коришћени у периоду тог монарха, они су се касније користили као ознаке на јавним зградама или споменицима после њихове смрти, као на пример на Капели светог Ђорђа, у Виндсор Замку.
Вепар је усвојио Ричард III наведен као досетка Вилијама Колингбоурна „Пацов, мачак, и пас Ловел, владали су целом Енглеском под вепром“,  и Шекспировим подсмехом у драми „Ричард III“. Црвени змај, симбол династије Тјудор, додат је након приступања Хенрија VII. Након Уније Круна, ослонци грба Британске монархије су постали лав и једнорог, представљајући Енглеску и Шкотску.
| Период                       | Опис |
| ---------------------------- | --- |
| Едвард III (1327-1377)       | Лав и соко (приписани); Два лава; Два анђела |
| Ричард II (1377-1399)        | Два бела јелена (приписани) |
| Хенри IV (1399-1413)         | Лав и антилопа; антилопа и лабуд (приписани); Два анђела                                                                                                   |
| Хенри V (1413-1422)          | Лав и антилопа (приписани); |
| Хенри VI (1422-1461)         | Две сребрне антилопе; лав и пантер; антилопа и тигар (приписани)                                                                                           |
| Едвард IV (1461-1483)        | Лав или сабљаста антилопа; сребрни лав и сребрни јелен; два сребрна лава                                                                                   |
| Едвард V (1483)              | Сребрни лав и сребрни јелен, оковани ждеру |
| Ричард III (1483-1485)       | Сребрни лав и/или вепар; два сребрна вепра; сребрни вепар и сабљаста антилопа                                                                              |
| Хенри VII (1485-1509)        | Змај ждере и сребрни енглески хрт; два сребрна енглеска хрта; лав и/или змај ждеру                                                                         |
| Хенри VIII (1509-1547)       | Лав и/или змај ждеру; Змај ждере и сабљаста антилопа; змај ждере и сребрни енглески хрт; змај ждере и сребрни петао                                        |
| Едвард VI (1547-1553)        | Лав и/или змај ждеру |
| Марија I (1553-1554)         | Лав и/или змај ждеру; Лав и/или сребрни енглески хрт |
| Филип и Марија I (1554-1558) | Сребрни орао и лав |
| Елизабета I (1558-1603)      | Лав и/или змај; лав и/или сребрни енглески хрт |
| Џејмс I From 1603            | Лав заштитник или, правилна круна и сребрни једнорог, посебно обојен, и огрнут композицијом љиљана и крстева, или причвршћен ланцима око ного у преко леђа |

### Подвезице и мото
Едвард III од Енглеске је основао Ред подвезице око 1348. Од тада, додаци су окруживали грб, а додати су и симболи Реда Подвезице. Овај плави кружић са златном копчом и златним ивицама, у коме је уписан мото Реда на старо-француском Hon(n)i soit qui mal y pense „Нека се стиди ко нешто лоше помисли!“ у великим златним словима.
За мото, који је позициониран на свитку испод Грба Енглеске, мисли се да је усвојен од стране Хенрија IV у раном 15. веку. Његов мото је био Souverayne (суверен). Његов син, Хенри V усвојио је мото Dieu et mon droit (Бог и моје право). Док се овај мото користи искључиво од ступања Џорџа I од Велике Британије на престо 1714, и наставља да буде део Краљевског грба Велике Британије, монарси који су били у међу времену користили су и друге мотое. Veritas temporis filia (истина је ћерка времена) је користила Мери I (1553–1558), Semper Eadem (увек исто) су користили Елизабета I (1558–1603) и Ана од Велике Британије (1702–1714), Џејмс I (1603–1625) је понекад користио Beati pacifici (благословени миротворци), док је Вилијам III (1689–1702) користио мото династије Орански: Je maintiendrai ("Ја ћу се одржати").

## Као барјак
Краљевски барјак Енглеске је енглеска хералдичка застава у као таква носила је грб Енглеске – лични грб владајућег монарха. Када је био изношен за време битке или рата, то је значило да је владар лично на бојном пољу. Како је Краљевски барјак носи грб Енглеске његов дизајн и композиција су се мењали током средњег века. Био је познат као Краљевски барјак Енглеске, Барјак краљевског грба, барјак Краља Енглеске, или погрешно употребљаван у Краљевском стандарду Енглеске; Артур Чарлс Фокс-Дејвис објашњава да је „погрешно појмити барјак Краљевског грба као Краљевски стандард“, јер „израз стандард се односи дуго сужавајућу заставу коришћену у биткама, под којом је баштиник држао смотру у бици.“ Археолог и антиквар Чарлс Боутел такође прави ову разлику. Он разликује Краљевски барјак од Енглеске националне заставе, Крста Св. Ђорђа, која не представља одређену земљу или област, већ суверенитет владара истих.

### На другим барјацима
- Барјак Војводства Ланкастер јесте Краљевски Барјак Енглеске са плавом ознаком од три пруге, свака пруга садржи три љиљана.
- Краљевски барјак Уједињеног Краљевства садржи Краљевски барјак Енглеске у првој и четвртој четвртини.
- Краљевски барјак Уједињеног Краљевства се користи и у Шкотској, са Краљевским барјаком Енглеске у другој четвртини.
- Краљичина лична канадска застава, карактерише Краљевски Барјак Енглеске у првом кварталу прве две дивизије.

## Остале улоге и манифестације
Неколико древних енглеских градова су приказивали грб Енглеске на смо печату и, када је дошло време да усвоје сопствене ознаке, користили су грб Енглеске, премда са модификацијама, као инспирацију. На пример, Њу Ромни је променио поље са црвеног у плаво. Херефорд је уместо златних лавова користи сребрне, и у 17. веку је добио плаву границу напуњену Андрејиним крстом као алузију опсаду града од Шкотске, за време Енглеског грађанског рата. Скупштина града Фавершама је променила само задњи део три лава у сребрно. Беркширска жупанија је носила грб са два златна лава под утицајем њихових краљевских патроната и Норманских краљева у раној беркширској историји.
Грб Енглеске се налази и на табарду, традиционалној ношњи енглеских хералдичких официра. Ове хаљине су носили гласници приликом својих првобитних дужности – преношењу одлука краљевске или државне прокламације и најављивање турнира. Од 1484. су део Краљевске куће. Табарде са грбом Енглеске су наставили да носе на неколико традиционалних церемонија, као што су годишња поворка и служба Реда Подвезице у замку Видсор, отварању Парламента у Вестминистерској палати, на Крунисању британског владара у Вестминистерској опатији и на државним сахранама у Великој Британији.
- Томас Хавлеј, хералдички службеник, носи кратак капут (табард), украшен грбом Енглеске
- Грб Гибралтара, који је одобрио Колеџ Грба 1836, у знак сећања на опсаду Гилбратара, садржи грб Енглеске[37]
- Едвард Црни Принц, носи плашт украшен грбом Енглеске
- Грб Ориел Колеџа у Оксворду, алудира на краљевском оснивању установе помоћу грба Енглеске са сребрном ивицом додатом да би се разликовали